# 邦芬 (波尔图)
邦芬是葡萄牙波尔图区的一个堂区。总面积3.05平方公里，总人口28578人，人口密度9369.8人/平方公里。